# Hutton Magna
Hutton Magna è un villaggio dell'Inghilterra, appartenente alla contea del Durham.